# Покровська церква (Кам'яні Потоки)
Покровська церква — мурована церква Української Православної Церкви в селі Кам'яні Потоки.

## Історія
Свято-Покровська церква в Кам'яних Потоках відома з 1692 року. Тоді вона була дерев'яною, і незабаром згоріла під час грози. Імовірно, з тих часів церква кілька разів перебудовувалася, і була остаточно розібрана лише на початку XX століття. Будівництво кам'яної церкви почалося в 1910 році, а закінчилося в 1913 році. Храм, побудований у так званому «новому руському» стилі, в плані — хрестово-купольний, з одним куполом та дзвіницею над притвором. Фундамент складається із обтесаних кам'яних блоків, які брали з місцевих розробок, стіни — з червоної цегли. Храм не встигли розписати через початок Першої світової війни.
Парафія діяла до середини 30-х років. У травні 1922 року церква була розграбована радянською владою. 1935 року за наказом місцевих органів влади храм було закрито, демонтовано купол і зруйновано дзвіницю.
Церковна діяльність відновилася під час окупації Кременчука німцями. У 1942 році, за проханням місцевих жителів, було дозволено вести службу в храмі. У напівзруйновану церкву знову прийшли парафіяни, які принесли ікони, книжки, ризи, сосуди. З тих пір до 1957 року церква вела свою діяльність, але радянська влада знову закрила її.
1961 року, вже після закриття, все майно церкви було конфісковане, частина його була передана до музею атеїзму, що відкрився в стінах храму, але і воно було втрачене з часом. Збереглося лише напрестольне Євангеліє XVIII століття. 1975 року в будівлі відкрили сільський клуб, у якому демонстрували радянські фільми. 23 жовтня 1983 у приміщені церкви було відкрито Каменопотоцький музей наукового атеїзму.
На початку 1989 року віруючі села утворили церковну громаду. 1990 року музей атеїзму було закрито, а будівля відійшла релігійній організації. 25 грудня 1992 року громада Покровської церкви була зареєстрована як громада Української православної церкви Московського патріархату під номером 462. Була відразу розпочата реконструкцію храму. За перший рік було зроблено ремонт, побудовано іконостас, задзвонили нові колокола, придбані в Москві, утворився власний хор. 1992 року настоятелем церкви було обрано Сергя Панчука. Згодом було створено різний іконостас, різьблені кіоти, сінь та кліроси. У 1994 році відбудували купол, а в 1995 році дзвіницю. У 1998 році почалося будівництво церковного будинку. У 2011–2012 році відреставровано зовнішній фасад церкви, замінені старі дерев'яні двері та вікна, були проведені роботи з декоративного оформлення двора.

### Святкування століття
2013 року на свято Покрови церкві виповнилося 100 років. У рамках підготовки до ювілею, у храмі змінили купола та провели ремонтні роботи, створили власний вебсайт, виготовили буклети та відеофільм. Саме святкування тривало три дні — 11, 12 та 14 жовтня. Спочатку 11 жовтня у Міському палаці відбулася виставка робіт парафіян храму та вихованців недільної церковної школи. Пізніше відбулася театралізована вистава, пов'язана з історією церкви. Крім того, відбулися літургія, молебень, всеноша, хресний хід і трапеза.